# 스콜피어스 말포이

### 가족
- 어머니애스토리아 그린그래스
- 아버지:드레이코 말포이
- 할머니:나시사 말포이
- 할아버지:루시우스 말포이
- 단짝친구:해리 포터의 등장인물 목록